# Helcion concolor
Helcion concolor is een slakkensoort uit de familie van de Patellidae. De wetenschappelijke naam van de soort is voor het eerst geldig gepubliceerd in 1848 door Krauss.